# Fremontiasläktet
Fremontiasläktet (Fremontodendron) är ett växtsläkte i familjen malvaväxter med 2–3 arter i sydvästra Nordamerika. De kan odlas som krukväxter i Sverige.

Kladogram enligt Catalogue of Life:
| Fremontodendron | \| \| Fremontodendron californicum \| \| \| \| \| \| Fremontodendron decumbens \| \| \| \| \| \| Fremontodendron mexicanum \| \| \| \| |
|                 | \| \| Fremontodendron californicum \| \| \| \| \| \| Fremontodendron decumbens \| \| \| \| \| \| Fremontodendron mexicanum \| \| \| \| |
|                 | Fremontodendron californicum |
|                 | |
|                 | Fremontodendron decumbens |
|                 | |
|                 | Fremontodendron mexicanum |
|                 | |

## Bildgalleri

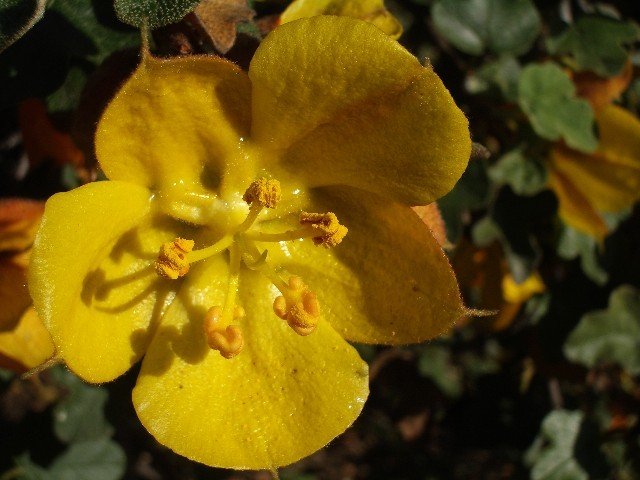
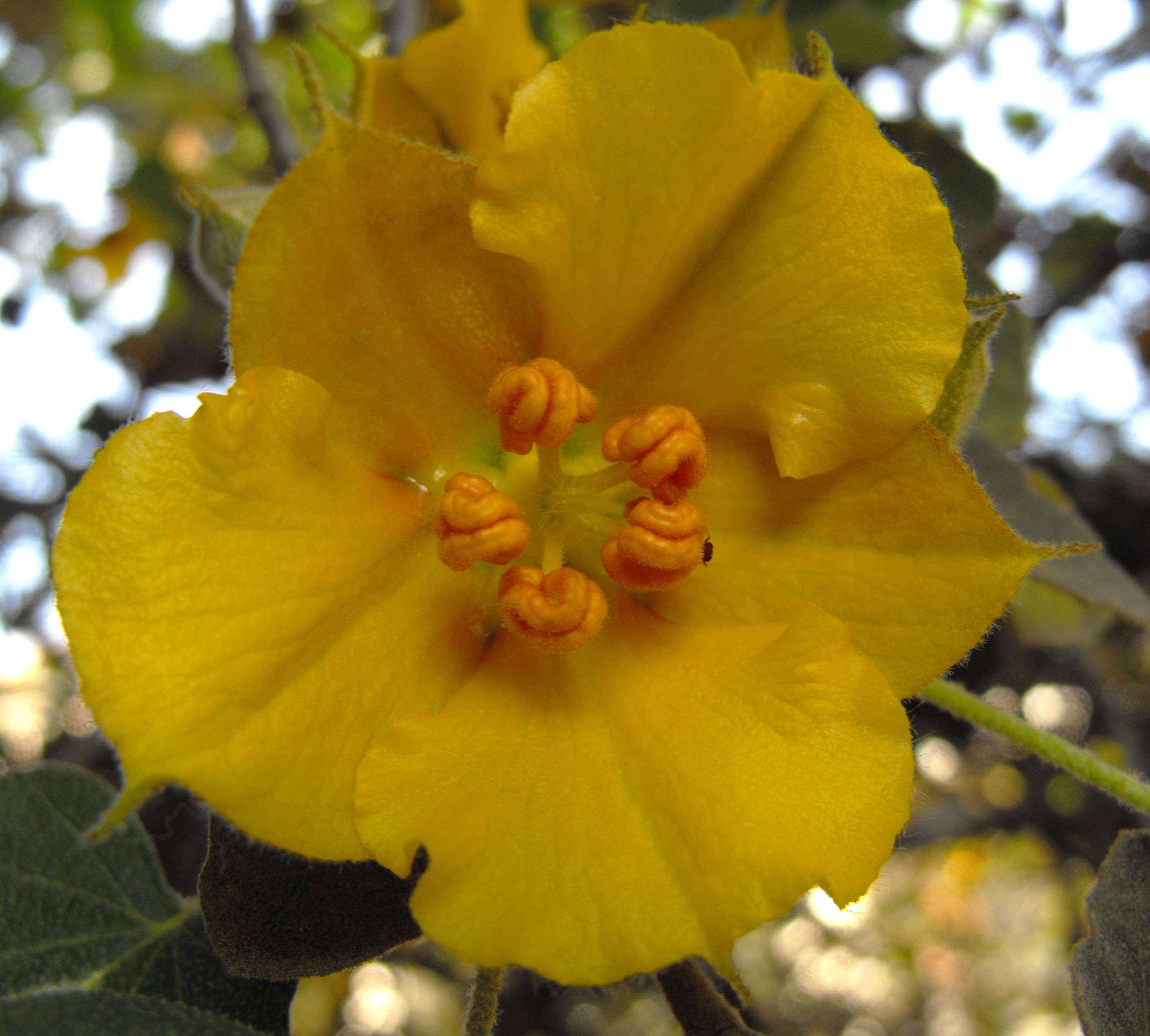
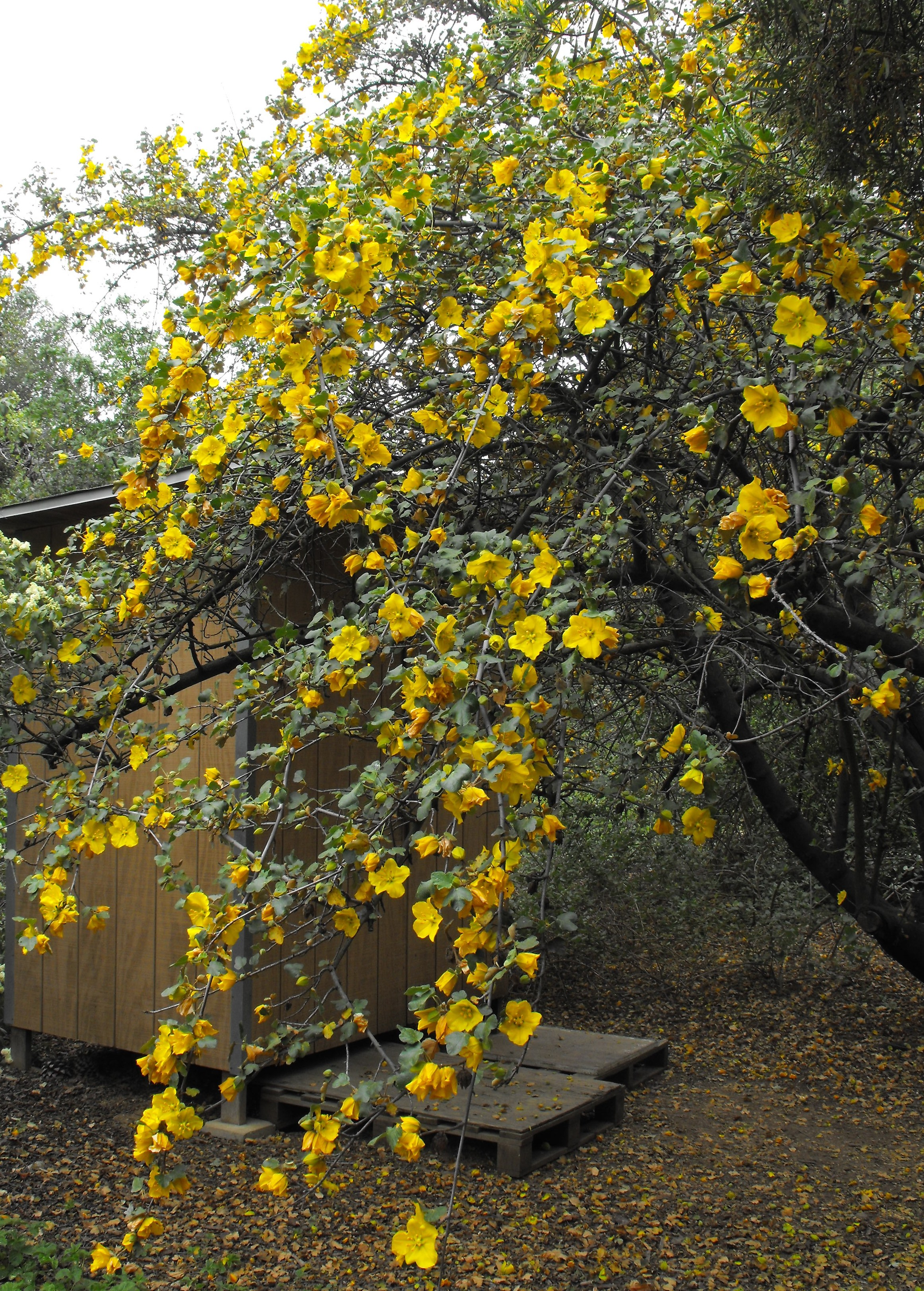
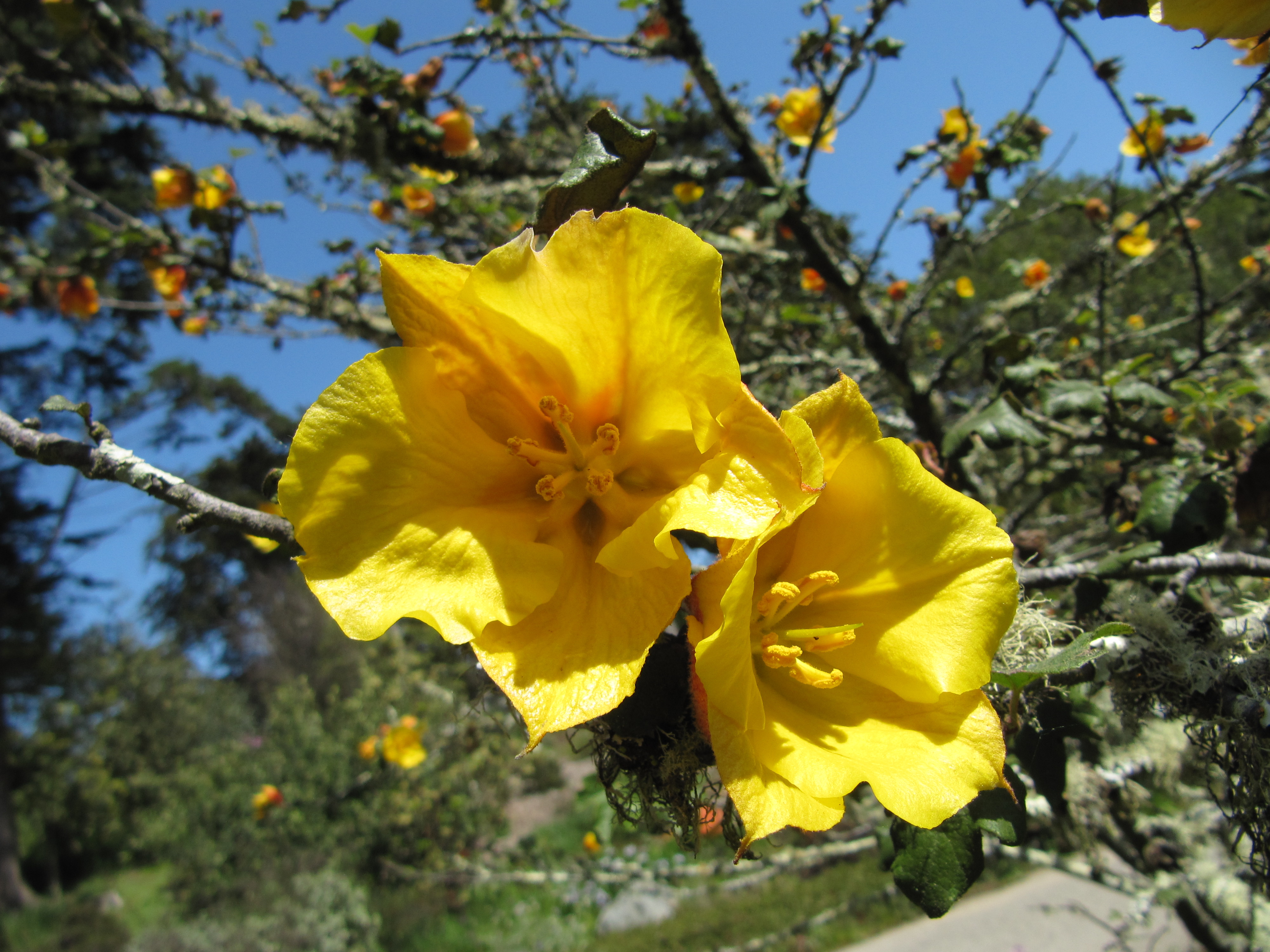
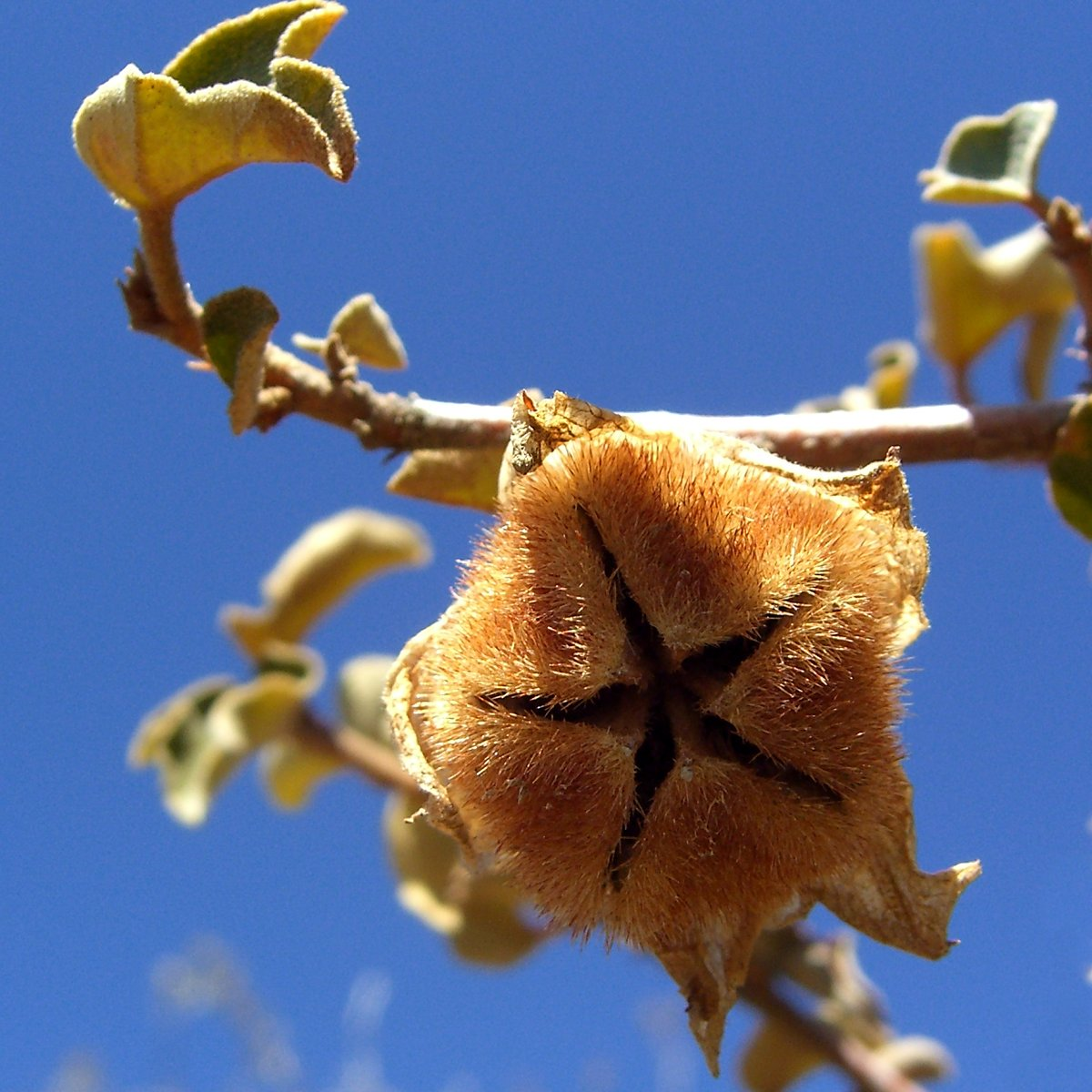
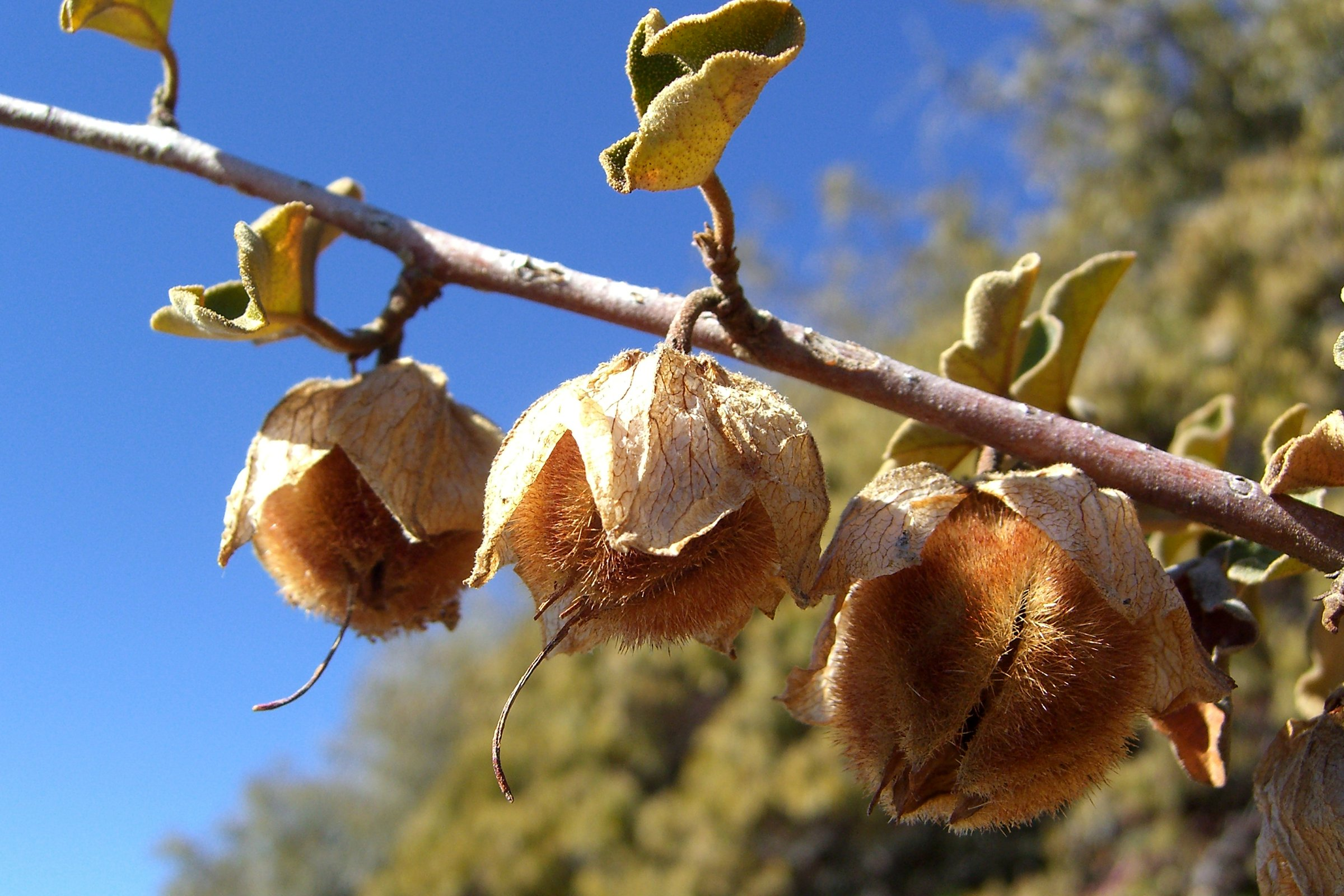